# گلوریا چیناسا
گلوریا چیناسا (انگلیسی: Gloria Chinasa؛ زادهٔ ۸ دسامبر ۱۹۸۷) بازیکن فوتبال اهل نیجریه است.
از باشگاه‌هایی که در آن بازی کرده‌است می‌توان به اشاره کرد.
وی همچنین در تیم ملی فوتبال زنان گینه استوایی بازی کرده‌است.